# Maria Clara Salgado Rufino
Maria Clara Salgado Solberg Rufino (* 6. Mai 1983 in Rio de Janeiro) ist eine brasilianische Beachvolleyballspielerin.

## Karriere
Maria Clara Salgado Rufino ist die älteste Tochter von Isabel Salgado und trat früh in die Fußstapfen ihrer Mutter. Mit zwölf Jahren begann sie ihre Karriere als Hallenvolleyballerin bei Flamengo und spielte dort fünf Jahre lang.
Ihr erstes FIVB World Turnier spielte sie im Jahr 2000 mit der Weltmeisterin und Olympiasiegerin Jackie Silva, derselben Partnerin, mit der ihre Mutter acht Jahre zuvor ihre FIVB-Karriere begonnen hatte. Wie die Mutter spielte die Tochter nur ein einziges Turnier mit Silva; das Ergebnis war mit dem fünften Rang jedoch um einen Platz schlechter. In den folgenden drei Jahren gewann Maria Clara mit drei verschiedenen Partnerinnen jedes Mal eine Medaille bei den U21-Weltmeisterschaften, zuletzt 2003 mit ihrer jüngeren Halbschwester Carol, die von da an bis 2011 und später nochmals von 2013 bis 2015 und wieder ab 2019 ihre ständige Partnerin war.
In den Jahren 2004 bis 2007 erreichten die Salgado-Schwestern ihr bestes Ergebnis 2005 bei den südafrikanischen Open in Kapstadt. Sie belegten den Bronzerang und waren damit die ersten Töchter einer Gewinnerin einer FIVB World Tour Medaille, die ebenfalls das Podium erreichten.
Die Saison 2008 wurde die erfolgreichste von Maria Clara und Carol. Neben je zwei vierten und fünften Plätzen gewannen die beiden Brasilianerinnen die Bronzemedaillen in Stare Jabłonki, Marseille und Dubai. Ihren ersten Toursieg erreichten die Schwestern in Mysłowice in Polen, als sie nach Erfolgen in der Loserrunde gegen ihre Landsfrauen Shelda Bede/Ana Paula Henkel sowie Maria Antonelli/Vanilda Leão im Halbfinale die Norwegerinnen Nila Ann Håkedal/Ingrid Tørlen und im anschließenden Finale die Deutschen Katrin Holtwick und Ilka Semmler bezwingen konnten. Nicht ganz so erfolgreich waren die Schwestern im folgenden Jahr, nur in Shanghai erreichten die beiden den dritten Platz. Trotzdem wurde Maria Clara wie auch schon im Vorjahr zur besten Aufschlägerin der Serie gewählt.

### 2010
Im ersten Turnier des Jahres in der Hauptstadt ihres Heimatlandes erreichten die Salgado-Schwestern die Runde der letzten Vier, nach einer Niederlage gegen die Deutschen Goller/Ludwig konnten sie im Spiel um den dritten Platz die amtierenden Weltmeisterinnen Kessy/Ross besiegen. Bei den folgenden beiden Turnieren gelang Maria Clara und Carol keine Platzierung unter den besten acht Teams, in Seoul belegten die beiden Südamerikanerinnen nach einer weiteren Niederlage gegen Goller/Ludwig den geteilten siebten Platz, in Moskau verloren die Schwestern ebenso wie in Gstaad das Viertelfinale gegen ihre Landsfrauen Larissa und Juliana. Nach drei Turnieren ohne Top Acht Platzierung erreichten die Salgado-Schwestern in Kristiansand zum zweiten Mal in der laufenden Saison das Halbfinale, das sie gegen Larissa und Juliana verloren. Wie in Brasilia konnten Maria Clara und Carol das kleine Finale gegen Kessy/Ross gewinnen und sich die Bronzemedaille sichern. Bei den letzten beiden Turnieren des Jahres kamen die brasilianischen Schwestern jeweils ins Halbfinale. Während es in China nur zum vierten Rang reichte, belegten die Südamerikanerinnen in Thailand zum dritten Mal in dieser Saison den dritten Platz.

### 2011–2012
Elf Top-Ten-Platzierungen erreichten die Salgado Schwestern im Jahr 2011, darunter die Finalteilnahme  bei den Québec Open  und der neunte Rang bei der WM in Rom. In der folgenden Saison lief es für die aus Rio de Janeiro stammenden Athletinnen zunächst nicht so gut, erst in der zweiten Jahreshälfte belegten sie fünfte Ränge beim Grand Slam in Stare Jabłonki|Stare Jablonki und bei den Åland Open.

### 2013–2014
Bei der WM in Stare Jabłonki erreichten Maria Clara/Carol als Gruppensieger die Hauptrunde, wo sie gegen die Slowakinnen Dubovcová/Nestarcová ausschieden. Im gleichen Jahr gewannen die beiden Brasilianerinnen den Grand Slam in Moskau, erreichten die Finals in Den Haag und Long Beach, wurden Dritte in Corrientes und Shanghai, alles ebenfalls Grand Slam Turniere und kamen bei sechs weiteren FIVB-Veranstaltungen unter die ersten Zehn. Zum Abschluss ihrer Saison belegten sie den Bronzerang bei den Open in Phuket. Ein Jahr später standen sie im Finale der Paraná Open, in der Vorschlussrunde in Fuzhou und beim Grand Slam in Sao Paulo, wurden Fünfte in Den Haag und Neunte bei drei weiteren Grand Slams.

### 2015–2018
Die beste Platzierung der beiden Salgado Schwestern bei einem FIVB Event 2015 war ein vierter Rang in Prag und sie erspielten sich weitere 5 weitere Ergebnisse der besten zehn Turnierteilnehmer. Herausragend dabei der fünfte Platz beim Majors in Stavanger und auch der neunte Rang beim Majors in Gstaad konnte sich sehen lassen. Wie schon im Vorjahr, traten Maria Clara und Carol auch in dieser Saison häufig bei nationalen Turnieren an und beendeten nach dem Spieljahr ihre Zusammenarbeit. 2016 mit Rachel Nunes startete die ältere Salgado Schwester nur bei zwei nationalen Turnieren, eine Saison später konzentrierte sie sich auf Veranstaltungen der AVP Tour. Mit Caitlin Ledoux erreichte sie einen dritten Rang in Hermosa Beach und einen fünften Platz in Chicago  sowie ein Jahr später ebenfalls einen fünften Rang in New York und besiegte dabei Weltklasseathletinnen wie Alix Klineman und Kelly Cheng. Im Jahr 2018 war sie auch wieder bei der FIVB aktiv. Mit Elize Secomandi Maia wurde sie Neunte bei mehreren Drei- bzw. Vier-Sterne-Events und bei ihrer letzten FIVB Veranstaltung der Saison 2018 in Mexiko gemeinsam mit ihrer Partnerin Fünfte. Zum Jahresende hielten sich Salgado und Elize Maia hauptsächlich in China auf und erreichten dort einen dritten und mehrere neunte Plätze.

### 2019–2022
Seit 2019 war die Südamerikanerin nur noch in den Vereinigten Staaten aktiv und erreichte auf der AVP Tour einige Top-Ten-Platzierungen mit Traci Callahan, Brittany Hochevar und Caitlin Ledoux. Nach einem Jahr Pause wurde die Südamerikanerin 2021 mit Lexy Denaburg zwei Mal Neunte. Das gleiche Resultat erzielte sich ein Jahr später mit Delaney Mewhirter.

## Familie
Maria Claras Mutter Isabel Salgado siegte 1994 bei einem FIVB Turnier in Miami. Der Halbbruder von Maria Clara Pedro gewann schon mehr als zehn Turniere und wurde 2008 mit seinem Partner FIVB Tour Champion und zum Team of the Year gewählt. Neben Pedro und Carolina hat sie noch drei weitere Geschwister. Maria Clara war mit dem US-amerikanischen Beachvolleyballer Jeremy Casebeer verheiratet und hat mit ihm seit 2016 einen Sohn.